# Adesmia spuma
Adesmia spuma är en ärtväxtart som beskrevs av Arturo Erhardo Erardo Burkart. Adesmia spuma ingår i släktet Adesmia och familjen ärtväxter. Inga underarter finns listade i Catalogue of Life.